# Thijs Berman
Thijs Berman, né le 26 septembre 1957, est un ancien député européen néerlandais. Il siègeait au sein du groupe de l'Alliance progressiste des socialistes et démocrates. Il a été président de la délégation pour les relations avec l'Afghanistan et fait partie de la commission du développement.

## Biographie
Il fut étudiant à l'Académie de théâtre de Maastricht.